# Olympische Zomerspelen 1976

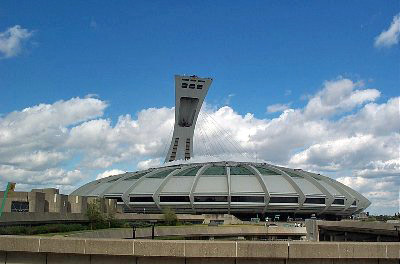
Olympisch stadion van Montréal

De Olympische Zomerspelen van de XXIe Olympiade werden tussen 17 juli en 1 augustus 1976 gehouden in Montréal, de grootste stad in de provincie Quebec, Canada. Montréal was de tweede Franstalige stad die de Zomerspelen organiseerde na Parijs. Andere steden die kandidaat waren voor het organiseren van de Spelen in dit jaar waren Moskou en Los Angeles. Moskou was de grote favoriet voor de Spelen van 1976, maar toch besloot het Internationaal Olympisch Comité in 1969 in Amsterdam om de Spelen toe te wijzen aan Montreal, nadat de toenmalige burgemeester, Jean Drapeau, had beloofd 'eenvoudige Spelen' te zullen organiseren.
Montreal trok 350 miljoen dollar uit voor de Spelen. De Franse architect Roger Taillibert ontwierp het stadion, dat enig in zijn soort was: het was open tijdens de zomermaanden en kon overdekt worden tijdens de wintermaanden. Het dak werd bevestigd aan een overhellende toren waarin ook sportzalen aanwezig waren. De plannen voor de bouw van het zwembad en de wielerbaan duidden op dezelfde bouwkundige durf. Toch was de uitvoering van deze plannen moeilijker dan aanvankelijk gedacht. De harde Canadese winters vertraagden het proces; er waren stakingen van de bouwvakkers, de kosten waren zeer onderschat en er was nog de bijkomende last van de veiligheidsmaatregelen waaraan moest worden voldaan. Dit alles zorgde voor een enorme achterstand die op een gegeven moment zelfs de organisatie van de Spelen in het gedrang bracht. Uiteindelijk moest de provincie Quebec zich financieel borg stellen om een fiasco te vermijden. Toen Elizabeth II de Spelen opende, waren enkele bouwwerken, waaronder het stadion, zelfs nog niet voltooid. Uiteindelijk werd de toren van het stadion pas na de Spelen voltooid en heeft het stadion nooit echt een efficiënt uitschuifbaar dak gehad.

## Hoogtepunten
- Enkele dagen voor de opening van de Spelen was er politieke spanning. De lidstaten van de Organisatie van Afrikaanse Eenheid eisten dat Nieuw-Zeeland zou worden uitgesloten omdat zijn vermaarde rugbyploeg, de 'All Blacks', een serie vriendschappelijke wedstrijden deed in Zuid-Afrika, hoewel de Verenigde Naties hadden opgeroepen tot een sportembargo omwille van het apartheidsregime. Het IOC zwichtte niet, mede omdat rugby geen olympische sport was. Nadat dit verzoek verworpen was, verlieten alle Afrikaanse landen, op Senegal en Ivoorkust na, de Spelen. De Spelen hadden veel te lijden onder deze boycot. Vele grote kampioenen, vooral in de atletiek, waren er niet bij.
- De olympische mascotte van deze Spelen was Amik de bever.
- Voor het eerst in de olympische geschiedenis wist het organiserende land, Canada, geen enkele gouden medaille te halen. De Canadezen moesten het doen met 5 zilveren en 6 bronzen medailles.
- Na het gijzelingsdrama op de vorige spelen in München werden er strikte veiligheidsmaatregelen genomen.
- De spelen waren een financiële ramp en de stad bleef zitten met grote schulden.
- De olympische vlam werd elektronisch verstuurd van Athene naar Ottawa en vandaar werd het in een estafette naar Montreal gebracht. Tijdens een hevige regenbui werd het olympisch vuur bij het stadion gedoofd. Een official stak het vuur weer aan met een aansteker. Omdat dit "not-done" was, werd dit vuur opnieuw gedoofd en werd met een reserve van de originele vlam het vuur weer aangestoken.
- Bij de vrouwen werden basketbal, handbal en roeien nieuw op het programma gezet.
- De veertien jaar oude gymnaste Nadia Comăneci uit Roemenië zorgde voor een sensatie door haar prestatie op de brug met ongelijke liggers, zij kreeg voor het eerst de perfecte score 10.0. Uiteindelijk zou zij zevenmaal een 10.0 scoren. Zij behaalde in totaal driemaal goud, eenmaal zilver en eenmaal brons. De Sovjet-gymnaste Nelli Kim won eveneens driemaal goud, op de sprong, de grondoefening en in de meerkampfinale voor teams. De Sovjet-gymnast Nikolay Andrianov deed nog beter met viermaal goud: de meerkamp-individueel, de grondoefening, aan de ringen en bij de sprong. Hij haalde verder nog zilver op de meerkamp voor teams en de brug, en brons bij de voltige.
- De Japanner Shun Fujimoto hielp zijn team aan de gouden medaille in het turnen in de meerkampfinale voor teams en dat ondanks een gebroken knie. Fujimoto brak zijn been tijdens de oefening op de grond en verborg zijn blessure omdat het verschil met de score van de Sovjet-Unie miniem was. Hij deed zijn oefening aan de ringen én maakte zijn sprong af - hij scoorde 9.7 - met zijn gebroken knie. Zijn verbetenheid gaf Japan het goud.
- De Cubaan Alberto Juantorena was de eerste atleet die op dezelfde Spelen de 800 en de 400 meter wist te winnen. Juantorena, die nog maar de derde 800 meter in zijn carrière liep, won in een nieuwe wereldrecordtijd: 1.43.47. Hij droeg zijn overwinningen op aan Fidel Castro en de Cubaanse revolutie.
- De Fin Lasse Virén zorgde eveneens voor een dubbelslag in de atletiek. Net zoals in 1972 won hij de 5000 en de 10.000 meter. De vraag blijft echter of Viren dit ook had gekund indien de Afrikaanse landen aanwezig waren geweest.
- Viktor Sanjejev (Sovjet-Unie) won voor de derde opeenvolgende keer het hink-stap-springen. De Italiaan Klaus Dibiasi was ook aan zijn derde opeenvolgende zege toe in het schoonspringen (10 m-plank).
- De moderne vijfkamp werd getroffen door een schandaal. De Sovjet Boris Onischenko had bij het schermen met zijn degen geknoeid zodat er voor hem een 'touche' werd geregistreerd wanneer er geen was. Dit leidde tot zijn diskwalificatie en de vijandigheid van de rest van het olympische Sovjetteam (het USSR volleybalteam had er zelfs mee gedreigd hem uit het venster te gooien als ze hem zouden tegenkomen).
- De Verenigde Staten kaapten vijf gouden medailles weg in het boksen. Leo Randolph, Howard Davis Jr., Sugar Ray Leonard, Michael Spinks en Leon Spinks waren de gouden atleten. Allen, behalve Davis, werden later ook wereldkampioen.
- De damesatleten waren verplicht een geslachtstest te ondergaan. De enige die hiervan was ontslagen, was Prinses Anne van het Verenigd Koninkrijk, die voor haar land in het paardrijden uitkwam.
- De West-Duitse ruiter Alwin Schockemöhle won goud op het springconcours en werd zo de tweede ruiter in de olympische geschiedenis die zonder strafpunten goud won.
- Voor het eerst in de olympische geschiedenis werd een vrouwelijke atlete op doping betrapt. De dubieuze eer viel te beurt aan de Poolse discuswerpster Panuta Rosani.

## Sporten
Tijdens deze Spelen werd er gesport binnen 21 sporten.

### Mutaties
| Sport       | Nieuw                                                                                               | Verdwenen (t.o.v. 1972)                                     | Opmerkingen                                                      |
| ----------- | --------------------------------------------------------------------------------------------------- | ----------------------------------------------------------- | ---------------------------------------------------------------- |
| atletiek    | | 50 km snelwandelen (m)                                      |                                                                  |
| basketbal   | vrouwen                                                                                             |                                                             |                                                                  |
| handbal     | vrouwen                                                                                             |                                                             |                                                                  |
| kanovaren   | C-1 500m (m) C-2 500m (m) K-1 500m (m) K-2 500m (m)                                                 | C-1 slalom (v) C-2 slalom (v) K-1 slalom (m) K-1 slalom (v) |                                                                  |
| roeien      | dubbel-vier (m) skiff (v) dubbel-twee (v) twee-zonder (v) dubbel-vier-met (v) vier-met (v) acht (v) |                                                             | De eerste editie waar roeien voor vouwen op het programma stond. |
| schietsport | | vrij geweer 300m 3 houdingen                                |                                                                  |
| wielersport | | tandem (m)                                                  |                                                                  |
| zeilen      | 470 tornado                                                                                         | draak star                                                  |                                                                  |
| zwemmen     | | 200m wissel (m) 4x100m vrij (m) 200m wissel (v)             |                                                                  |
|             | 15                                                                                                  | -12                                                         | +3                                                               |

## Deelnemende landen

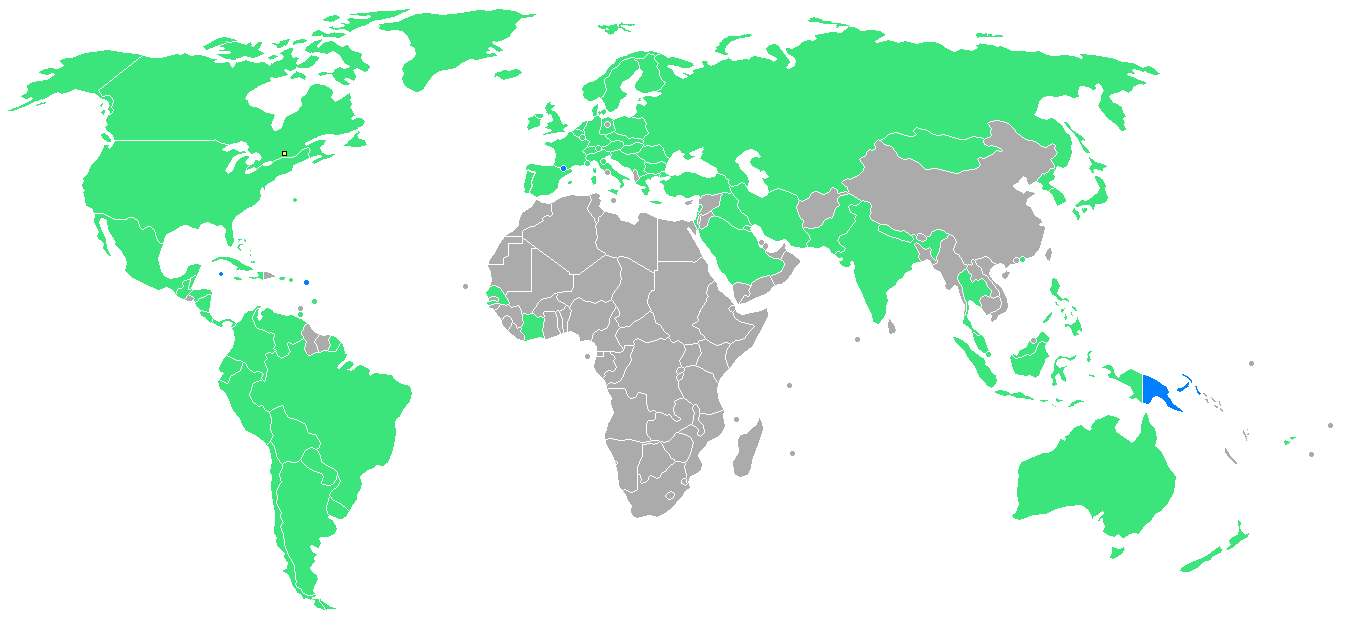

Er namen 92 landen deel aan deze Spelen. Vier landen maakten hun debuut: Andorra, Antigua en Barbuda, de Kaaimaneilanden en Papoea-Nieuw-Guinea.
* Atleten uit Egypte, Kameroen, Marokko en Tunesië namen deel aan de Spelen tussen 18 en 20 juli voordat deze landen zich terugtrokken.

### Belgische prestaties
- Ivo Van Damme zorgde voor een mooi Belgisch succes in de atletiek. De tweeëntwintigjarige Belg won verrassend de zilveren medaille op de 800 meter, achter de Cubaan Alberto Juantorena in een nieuwe Belgische recordtijd: 1.43.86. Enkele dagen later liep hij ook de finale van de 1500 meter, waarop hij eigenlijk niets te verliezen had. Van Damme liep ontspannen en finishte in zilveren positie, na de favoriet, de Nieuw-Zeelander John Walker.
- Op de laatste dag van het atletiekprogramma haalde Karel Lismont nog brons op de marathon.
- Zilver was er ook in het wielrennen, dankzij Michel Vaarten op de tijdrit over 1 kilometer.
- De Belgische ruiterploeg viel ook in de prijzen: François Mathy haalde met het in Belgisch Limburg gefokt paard Gay Luron (V. Flügel van la Roche) brons in het individuele springconcours en de Belgische ruiterploeg bestaande uit diezelfde François Mathy met Edgard-Henri Cuepper, Stanny Van Paesschen en Eric Wauters haalde brons als team.

Medailles
| Medaille   | Winnaar        | Onderdeel                                         |
| ---------- | -------------- | ------------------------------------------------- |
| Zilver (3) | Ivo Van Damme  | atletiek, 800 meter                               |
| Zilver (3) | Ivo Van Damme  | atletiek, 1500 meter                              |
| Zilver (3) | Michel Vaarten | wielrennen, 1000 m tijdrit                        |
| Brons (3)  | François Mathy | paardrijden, Grote Prijs der Naties - individueel |
| Brons (3)  | Ruiterteam     | paardrijden, Grote Prijs der Naties - teams       |
| Brons (3)  | Karel Lismont  | atletiek, marathon                                |

### Nederlandse prestaties
- Vanwege het later naar buitengekomen dopinggebruik van veel van de Oost-Europese atleten had de bronzen medaille die Enith Brigitha achter twee Oost-Duitse dames veroverde op de 100 meter vrije slag een gouden randje. Zij zou later ook nog derde worden bij de 200 meter vrije slag.
- Er was verder zilver voor de kleiduivenschutter Eric Swinkels en wielrenner Herman Ponsteen.

Medailles
| Medaille   | Winnaar             | Onderdeel                     |
| ---------- | ------------------- | ----------------------------- |
| Zilver (2) | Eric Swinkels       | schietsport, kleiduifschieten |
| Zilver (2) | Herman Ponsteen     | wielrennen, achtervolging     |
| Brons (3)  | Heren waterpoloteam | waterpolo                     |
| Brons (3)  | Enith Brigitha      | zwemmen, 100m vrije slag      |
| Brons (3)  | Enith Brigitha      | zwemmen, 200m vrije slag      |

### Nederlands-Antilliaanse prestaties
Bij hun zesde deelname werden de Nederlandse Antillen vertegenwoordigd door vier sporters in twee sporten. In de atletiek kwamen Siegfried Regales (100 m) en Raymond Heerenveen (400 m) niet verder dan de series. In het judoën werden Willem Maduro en Jaime Felipa beide in de tweede ronde uitgeschakeld, voor beide ook de eerste ronde waaraan ze deelnamen.

### Surinaamse prestaties
Namens Suriname namen drie deelnemers deel in twee sporten. In de atletiek nam Sammy Monsels (ook in 1972 actief) deel op de onderdelen 100 en 200 meter, beide keren kwam hij niet verder dan de tweede ronde. Roy Bottse die aan de 800 meter deelnam, liep alleen in de eerste ronde. In het judo was Ricardo Elmont actief in het middengewicht (-80 kg), hij werd uitgeschakeld in de herkansing van de eerste ronde.

## Medaillespiegel
Er werden 613 medailles uitgereikt. Het IOC stelt officieel geen medailleklassement op, maar geeft desondanks een medailletabel ter informatie. In het klassement wordt eerst gekeken naar het aantal gouden medailles, vervolgens de zilveren medailles en tot slot de bronzen medailles.
In de volgende tabel staat de top-10 en het Belgische en Nederlandse resultaat. Het grootste aantal medailles in elke categorie is vetgedrukt.
Zie de medaillespiegel van de Olympische Zomerspelen 1976 voor de volledige weergave.
| Plaats | Land                     | NOC | Goud | Zilver | Brons | Totaal |
| ------ | ------------------------ | --- | ---- | ------ | ----- | ------ |
| 1      | Sovjet-Unie              | URS | 49   | 41     | 35    | 125    |
| 2      | DDR                      | GDR | 40   | 25     | 25    | 90     |
| 3      | Verenigde Staten         | USA | 34   | 35     | 25    | 94     |
| 4      | Bondsrepubliek Duitsland | FRG | 10   | 12     | 17    | 39     |
| 5      | Japan                    | JPN | 9    | 6      | 10    | 25     |
| 6      | Polen                    | POL | 7    | 6      | 13    | 26     |
| 7      | Bulgarije                | BUL | 6    | 9      | 7     | 22     |
| 8      | Cuba                     | CUB | 6    | 4      | 3     | 13     |
| 9      | Roemenië                 | ROM | 4    | 9      | 14    | 27     |
| 10     | Hongarije                | HUN | 4    | 5      | 13    | 22     |
|        |                          |     |      |        |       |        |
| 28     | België                   | BEL | 0    | 3      | 3     | 6      |
| 29     | Nederland                | NED | 0    | 2      | 3     | 5      |

## Boycottende landen

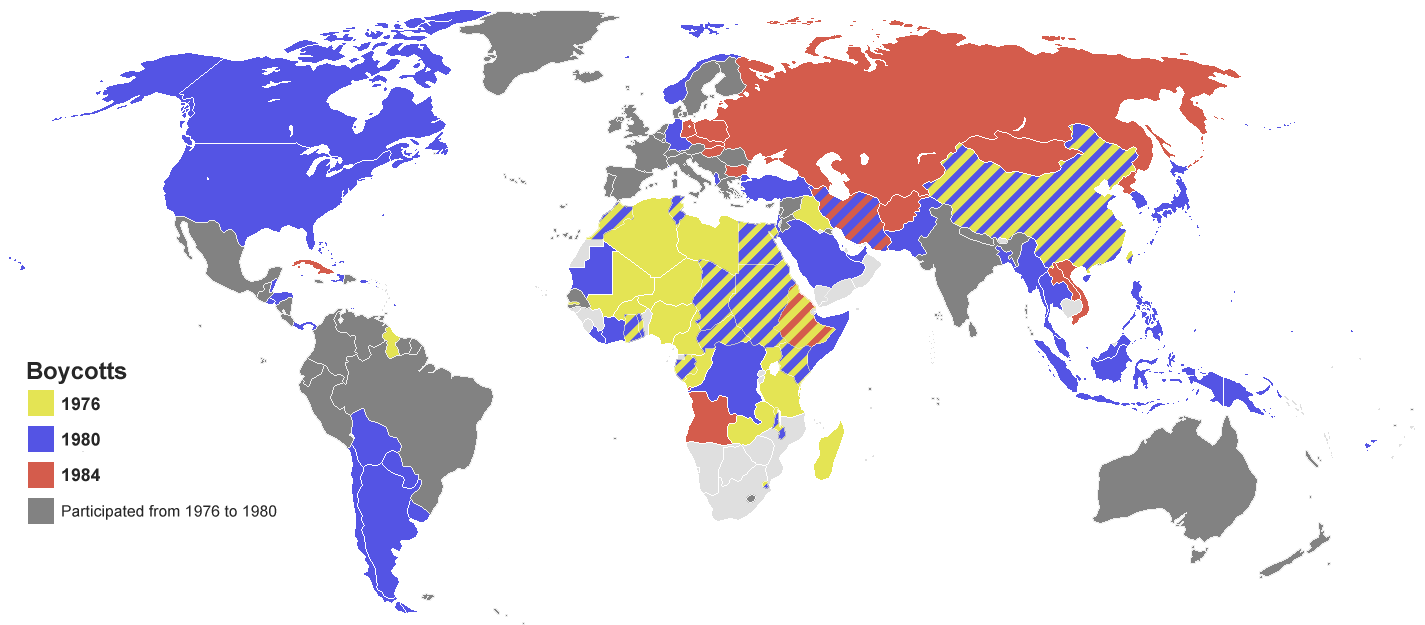
Boycottende landen in geel, groen en oranje

Achtentwintig landen boycotten de Spelen officieel vanwege de Afrikaanse kwestie. De Afrikaanse boycot was het resultaat van de deelname van Nieuw-Zeeland. Het rugbyteam van Nieuw-Zeeland had zich niets aangetrokken van de internationale (sport)boycot van Zuid-Afrika en speelde wedstrijden tegen het Zuid-Afrikaans nationale team. Als protest hiertegen trokken de Afrikaanse landen, op Ivoorkust en Senegal na, zich terug. Ook Guyana en Irak sloten zich hierbij aan.
Atleten uit Egypte, Kameroen, Marokko en Tunesië namen deel aan de Spelen tussen 18 en 20 juli voordat deze landen zich terugtrokken.
Het eveneens Afrikaanse Zaïre nam ook niet deel, maar het gaf aan dat dit om financiële en niet om politieke redenen was. Taiwan werd de toegang tot Canada door de overheid geweigerd vanwege de dreiging van China een graancontract ongedaan te maken als Taiwan onder de naam Republiek China zou deelnemen, hetgeen het I.O.C. had toegestaan.
Atletiek · Basketbal · Boksen · Boogschieten · Gewichtheffen · Handbal · Hockey · Judo · Kanovaren · Moderne vijfkamp · Paardensport · Roeien · Schermen · Schietsport · Schoonspringen · Turnen · Voetbal · Volleybal · Waterpolo · Wielersport · Worstelen · Zeilen · Zwemmen
Amerikaanse Maagdeneilanden · Andorra · Antigua en Barbuda · Argentinië · Australië · Bahama's · Barbados · België · Belize · Bermuda · Bolivia · Bondsrepubliek Duitsland · Brazilië · Bulgarije · Canada · Chili · Colombia · Costa Rica · Cuba · Denemarken · Dominicaanse Republiek · Duitse Democratische Republiek · Ecuador · Egypte · Fiji · Filipijnen · Finland · Frankrijk · Griekenland · Groot-Brittannië · Guatemala · Haïti · Honduras · Hongarije · Hongkong · Ierland · IJsland · India · Indonesië · Iran · Israël · Italië · Ivoorkust · Jamaica · Japan · Joegoslavië · Kaaimaneilanden · Kameroen · Koeweit · Libanon · Liechtenstein · Luxemburg · Maleisië · Marokko · Mexico · Monaco · Mongolië · Nederland · Nederlandse Antillen · Nepal · Nicaragua · Nieuw-Zeeland · Noord-Korea · Noorwegen · Oostenrijk · Pakistan · Panama · Papoea-Nieuw-Guinea · Paraguay · Peru · Polen · Portugal · Puerto Rico · Roemenië · San Marino · Saoedi-Arabië · Senegal · Singapore · Sovjet-Unie · Spanje · Suriname · Thailand · Trinidad en Tobago · Tsjecho-Slowakije · Tunesië · Turkije · Uruguay · Venezuela · Verenigde Staten · Zuid-Korea · Zweden · Zwitserland
Olympische Zomerspelen
Olympische Winterspelen
Gerelateerd
Olympische Jeugdspelen · Paralympische Spelen · Deaflympische Spelen · Special Olympic World Games
IOC · COA · BOIC · NOC*NSF · NAOC · SOC
- Gemeinsame Normdatei: 2042999-X
- Library of Congress Control Number: n50071231
- Nationale Bibliotheek van Tsjechië: kn20091009002
- Nationale bibliotheek van Australië: 35240797
- Nationale Bibliotheek van Israël: 987007513375005171
- Virtual International Authority File: 140665565